# Oguchi Onyewu
Oguchialu Chijioke Goma Lambu Onyewu (Washington D. C., Estados Unidos; 13 de mayo de 1982), más conocido como Oguchi Onyewu, es un exfutbolista estadounidense de origen nigeriano que jugaba de defensa.

## Personal
Los padres de Onyewu se trasladaron a los Estados Unidos desde Nigeria para estudiar en Washington D. C. Onyewu tiene dos hermanos, Uche y Nonye, y otras dos hermanas, Chi-Chi y Ogechi.
Creció en Silver Spring y luego en Olney, ambas ciudades en el Estado de Maryland. Fue a la escuela secundaria Saint Andrew Apostle y a Sherwood Highschool antes de inscribirse en el programa de Residencia de la Federación de Fútbol de Estados Unidos en Bradenton, Florida. Tras graduarse en Sherwood, Onyewu jugó al fútbol universitario en Clemson.
Además de ser estadounidense, tiene ciudadanía belga. También habla francés fluidamente.
Con 1,95 metros de estatura y 92 kilos de peso, Onyewu es el jugador de campo más alto en la historia de la selección de fútbol de Estados Unidos (solo dos porteros han sido más altos que él).

## Trayectoria

### Fútbol universitario y primeros clubes en Europa
Onyewu jugó dos años de fútbol universitario en la Universidad de Clemson, y luego se fue a Europa en 2002, firmando un contrato con el FC Metz de la Segunda División francesa. En 2003, fue enviado en calidad de préstamo a La Louvière de Bélgica, y al Standard de Lieja un año más tarde. El traspaso al Standard se hizo permanente para la temporada 2004-05. Luego de esa temporada, fue incluido en el equipo de los once mejores jugadores de la liga en la temporada así como el Jugador Extranjero del Año en 2005.
El 26 de diciembre de 2006, Onyewu fue elegido como el Futbolista del Año. Fue el primer defensa en recibir el premio desde que lo hiciera Alexi Lalas en 1995. Luego de haberse rumoreado que sería transferido a otro club europeo, Onyewu finalmente cerró un trato para jugar en calidad de préstamo con el Newcastle United de la Premier League inglesa el 30 de enero de 2007 por el resto de la temporada 2006-07. Debutó para Newcastle jugando contra Fulham el 3 de febrero de 2007, y como local una semana después junto a Titus Bramble en una victoria 2-1 sobre Liverpool. Los dos formaron una muy mala pareja, cometiendo una serie de errores que finalmente le costaron su puesto a Onyewu. Luego de la llegada del nuevo entrenador, Sam Allardyce, Newcastle decidió no hacer fichar a Onyewu al final de su contrato de préstamo. Retornó al Standard, y su juego siguió mejorando. Jugó su partido número 100 en la Primera División Belga jugando para el Standard el 14 de marzo de 2008 contra Germinal Beerschot, y fue parte integral del equipo que llegó a mantener una racha invicta de 29 partidos y ganar la liga esa temporada. Luego de la temporada fue seleccionado como uno de los once mejores de la temporada por segunda vez. Su buena racha continuó en la temporada 2008-09, liderando la defensa del Standard a su segundo título de liga consecutivo. Standard se enfrentó al Anderlecht al final de la temporada, y salió victorioso en la serie por el campeonato.

### AC Milan
Onyewu firmó un contrato por tres años con el A. C. Milan el 17 de julio de 2009, convirtiéndose en el primer estadounidense en jugar en el club rojinegro Debutó con el club el 22 de julio, entrando por Alessandro Nesta en la derrota contra el Club América por el World Football Challenge. Hizo su debut competitivo el 30 de septiembre, nuevamente ingresando en lugar de Nesta en la derrota contra F.C. Zürich en San Siro por la Liga de Campeones de la UEFA. Onyewu no jugó en toda la temporada 2009-10, jugando solo un partido de Liga de Campeones, debido a una lesión que sufrió en su talón de Aquiles durante un partido que jugó con su selección. Al final de la temporada, el 17 de mayo de 2010, el club anunció que había extendido el contrato de Onyewu por una temporada, manteniéndolo así en el club hasta la temporada 2012-13. A pedido del mismo Onyewu, jugaría la temporada extendida sin recibir paga.
El 5 de noviembre de 2010; Onyewu estuvo en los titulares internacionales cuando él y su compañero de equipo Zlatan Ibrahimović se pelearon durante un entrenamiento antes de un partido de la liga contra el Bari. Según lo entendido, Onyewu había recibido una dura falta de Ibrahimović, haciendo que Onyewu le encarase. Los dos fueron separados por sus compañeros. Más tarde, el club informó que él e Ibrahimović hicieron las paces después de la pelea.

### FC Twente
Onyewu se fue de Milán el 11 de enero de 2011 para unirse a los campeones de la Eredivisie, FC Twente, en calidad de préstamo por el resto de la temporada.

### Sporting Clube de Portugal
En junio de 2011, Onyewu firmó un contrato por tres años con el Sporting Clube de Portugal. Debutó con el equipo en un amistoso contra Juventus en Toronto por el World Football Challenge, el 23 de julio de 2011. Desde su llegada se afianzó como titular y, hasta que fichó por el Málaga C.F, fue una figura importante en la defensa del Sporting.
Onyewu sufrió una lesión de rodilla durante un partido de liga contra Paços de Ferreira, el 19 de febrero de 2012. Días después se anunció que necesitaría una operación y estaría fuera de la cancha por ocho semanas, perdiéndose así los partidos de cuartos de final y semifinal del Sporting en la Europa League. Finalmente regresó a la acción regular con su club el 22 de abril, jugando los 90 minutos en la victoria 3-2 como visitante contra el CD Nacional.

### Málaga CF
El 31 de agosto de 2012, Onyewu fue cedido al Málaga Club de Fútbol. Hizo su debut con el club el 24 de octubre de ese mismo año, ingresando en el último minuto del partido en el que el Málaga venció por 1-0 al AC Milan por la fase de grupos de la Liga de Campeones de la UEFA. Anotó su primer gol el 31 de octubre de 2012 en la victoria 4-3 sobre el CP Cacereño por la Copa del Rey. Debutó en La Liga como titular el 10 de noviembre de 2012 en la derrota 1-2 como locales ante la Real Sociedad. Volvió a marcar el 18 de diciembre ante el SD Eibar en un encuentro de los octavos de final de la Copa del Rey que finañizó con empate a un gol.
Onyewu regreso con el Sporting CP para la temporada 2013-14, pero su contrato fue terminado el 30 de septiembre de 2013.

### Queens Park Rangers
El 23 de octubre de 2013 Onyewu fichó con el Queens Park Rangers del Football League Championship como agente libre. Estuvo en la banca en seis ocasiones pero finalmente no llegó a debutar con el club.

### Sheffield Wednesday
El 11 de enero de 2014 fichó con el Sheffield Wednesday hasta el final de la temporada. Onyewu debutó los búhos el 18 de enero en el empate 1-1 ante el Burnley. Anotó su primer gol con el club el 25 del mismo mes en la victoria 2-1 sobre el Rochdale por la cuarta ronda de la FA Cup.

### Charlton Athletic
El 31 de octubre de 2014, el Charlton Athletic Football Club del Football League Championship de Inglaterra fichó a Onyewu hasta enero de 2015, quien había estado sin club luego de dejar al Sheffield Wednesday a finales de la temporada 2013-14. Hizo su debut el 4 de noviembre, ingresando en los minutos finales del empate 2-2 frente al Leeds United, pero como delantero y no como defensor, que es su posición habitual. El 29 de diciembre de 2014 extendió su contrato con el club hasta el final de la temporada 2014-15. El 7 de febrero de 2015 jugó su primer partido como titular en la derrota 1-3 frente al Middlesbrough F.C..

## Clubes Juveniles
| Club               | País           | Año         | Partidos (Goles) |
| ------------------ | -------------- | ----------- | ---------------- |
| Clemson University | Estados Unidos | 2000 - 2001 | 44 (12)          |

## Clubes
| Club                              | País           | Año         |
| --------------------------------- | -------------- | ----------- |
| Los Ángeles Galaxy                | Estados Unidos | 2001 - 2002 |
| FC Metz                           | Francia        | 2002 - 2004 |
| La Louvière (a préstamo)          | Bélgica        | 2003 - 2004 |
| Standard Lieja (a préstamo)       | Bélgica        | 2003 - 2004 |
| Standard Lieja                    | Bélgica        | 2004 - 2007 |
| Newcastle United F.C.             | Inglaterra     | 2007 - 2009 |
| AC Milan                          | Italia         | 2009 - 2010 |
| FC Twente (a préstamo)            | Países Bajos   | 2011        |
| Málaga C.F. (a préstamo)          | España         | 2012 - 2013 |
| Sporting Clube de Portugal        | Portugal       | 2011 - 2013 |
| Queens Park Rangers               | Inglaterra     | 2013        |
| Sheffield Wednesday Football Club | Inglaterra     | 2014        |
| Charlton Athletic Football Club   | Inglaterra     | 2014        |

## Selección nacional

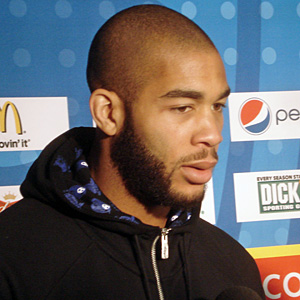
Onyewu dando entrevistas durante la Copa Mundial de Fútbol de 2010.

Onyewu fue un miembro fundamental de la selección nacional de fútbol de los Estados Unidos en los ciclos de los mundiales de 2006 en Alemania y de 2010 en Sudáfrica. Antes de ello, también había representado a los equipos juveniles estadounidenses en varios niveles, incluyendo su participación en el Campeonato Mundial de Fútbol Juvenil de 2001. Debutó con la selección absoluta el 13 de octubre de 2004 contra Panamá.
Onyewu anotó su primer gol internacional en la Copa de Oro de la CONCACAF de 2005, metiendo el gol de la victoria en tiempo extra contra Honduras en la semifinal. Luego fue nombrado como uno de los once mejores jugadores del torneo.
Oguchi jugó para los Estados Unidos en la Copa del Mundo de 2006, siendo titular en los tres partidos que jugó Estados Unidos. Justo antes del fin del primer tiempo del último partido de la fase de grupos contra Ghana, Onyewu cometió un penal que llevó a un gol de Ghana, y los Estados Unidos fueron eliminados del torneo como resultado de la derrota 2-1.
Durante la Copa Confederaciones de 2009, Onyewu formó en la defensa junto con Jay DeMerit debido a la lesión de su habitual compañero, Carlos Bocanegra, quién no pudo jugar la fase de grupo. Onyewu jugó bien contra Egipto, ayudando a EE. UU. a vencer por 3-0 y dándole así la clasificación a la semifinal. También tuvo una notable actuación en la victoria 2-0 sobre España en la semifinal.
En un partido clasificatorio para la Copa del Mundo 2010 contra Costa Rica el 14 de octubre de 2009, Onyewu sufrió una ruptura de su tendón de Aquiles, lo cual lo forzó a perderse el resto de las eliminatorias.
Durante la Copa del Mundo 2010, Onyewu fue titular y jugó los 90 minutos en el primer partido de la fase de grupos de Estados Unidos contra Inglaterra el 12 de junio. Durante el segundo partido de la fase de grupos contra Eslovenia el 18 de junio, inició su segundo partido, pero fue sustituido al minuto 80. No jugó contra Argelia el 23 de junio ni en la segunda fase contra Ghana el 26 de junio.
Después de pasar más de un año sin ser llamado a la selección en el periodo Klinsmann, Onyewu fue incluido en la lista provisional de 35 jugadores que representarán a Estados Unidos en la Copa de Oro de la Concacaf en julio de 2013. Un mes después, el 27 de junio, se confirmó su inclusión en la lista definitiva de 23 jugadores.
Onyewu volvió a jugar con la selección nacional el 5 de julio de 2013, completando los noventa minutos en un amistoso frente a Guatemala antes de iniciar la Copa de Oro. Una semana después, el 13 de julio de 2013, jugó como titular frente a Cuba por la fase de grupos del torneo continental. Además, cumplió las funciones de capitán en ese mismo partido después de más de cuatro años. No obstante, Onyewu fue uno de los cuatro jugadores que fueron reemplazados para la segunda parte del torneo, quedando liberado el 17 de julio, dos días después del último partido por la fase de grupos frente a Costa Rica.

### Participaciones en Copas del Mundo
| Mundial                                | Sede      | Resultado        |
| -------------------------------------- | --------- | ---------------- |
| Copa Mundial de Fútbol Juvenil de 2001 | Argentina | Octavos de final |
| Copa Mundial de Fútbol de 2006         | Alemania  | Fase de grupos   |
| Copa Mundial de Fútbol de 2010         | Sudáfrica | Octavos de final |

### Participaciones en Copas de Oro
| Torneo                          | Sede           | Resultado  |
| ------------------------------- | -------------- | ---------- |
| Copa de Oro de la Concacaf 2007 | Estados Unidos | Campeón    |
| Copa de Oro de la Concacaf 2011 | Estados Unidos | Subcampeón |
| Copa de Oro de la Concacaf 2013 | Estados Unidos | Campeón    |

### Participaciones en Copas Confederaciones
| Torneo                         | Sede      | Resultado  |
| ------------------------------ | --------- | ---------- |
| Copa FIFA Confederaciones 2009 | Sudáfrica | Subcampeón |

### Goles con la selección nacional
| #  | Fecha                 | Lugar                                      | Oponente | Gol   | Resultado | Competición                                              |
| -- | --------------------- | ------------------------------------------ | -------- | ----- | --------- | -------------------------------------------------------- |
| 1. | 21 de julio de 2005   | Giants Stadium, East Rutherford, EE. UU.   | Honduras | 2 – 1 | 2 – 1     | Copa de Oro de la CONCACAF de 2005                       |
| 2. | 2 de junio de 2007    | Spartan Stadium, San José, California, USA | China    | 4 – 1 | 4 – 1     | Amistoso                                                 |
| 3. | 6 de febrero de 2008  | Reliant Stadium, Houston, EE. UU.          | México   | 1 – 0 | 2 – 2     | Amistoso                                                 |
| 4. | 26 de marzo de 2008   | Estadio Wisla, Cracovia, Polonia           | Polonia  | 2 – 0 | 3 – 0     | Amistoso                                                 |
| 5. | 11 de octubre de 2008 | RFK Stadium, Washington D. C., EE. UU.     | Cuba     | 6 – 1 | 6 – 1     | Clasificación de la CONCACAF para la Copa del Mundo 2010 |
| 6. | 9 de octubre de 2010  | Soldier Field, Chicago, Illinois, EE. UU.  | Polonia  | 2 – 1 | 2 - 2     | Amistoso                                                 |

## Estadísticas
Actualizado el 11 de febrero de 2015.
| FC Metz Francia |               |               |     |    |    |   |    |    |     |    |
| 2.ª | 2002/03       | 3             | 0   | 0  | -  | - | -  | 3  | 0   |    |
| Total club | Total club    | 3             | 0   | 0  | 0  | - | -  | 3  | 0   |    |
| La Louviére · (a préstamo) · Bélgica |               |               |     |    |    |   |    |    |     |    |
| 1.ª | 2003/04       | 21            | 1   | 0  | 0  | - | -  | 21 | 1   |    |
| Total club | Total club    | 21            | 1   | 0  | 0  | - | -  | 21 | 1   |    |
| Standard de Lieja · Bélgica | 1.ª           | 2004/05       | 30  | 3  | 0  | 0 | 6  | 1  | 36  | 4  |
| Standard de Lieja · Bélgica | 1.ª           | 2005/06       | 29  | 2  | 0  | 0 | 0  | 0  | 29  | 2  |
| Standard de Lieja · Bélgica | Total club    | Total club    | 59  | 5  | 0  | 0 | 6  | 1  | 65  | 6  |
| Newcastle (a préstamo) Inglaterra |               |               |     |    |    |   |    |    |     |    |
| 1.ª | 2006/07       | 11            | 0   | 0  | 0  | - | -  | 11 | 0   |    |
| Total club | Total club    | 11            | 0   | 0  | 0  | - | -  | 11 | 0   |    |
| Standard de Lieja · Bélgica | 1.ª           | 2006/07       | 15  | 1  | 0  | 0 | 3  | 0  | 18  | 1  |
| Standard de Lieja · Bélgica | 1.ª           | 2007/08       | 33  | 2  | 0  | 0 | 3  | 0  | 21  | 1  |
| Standard de Lieja · Bélgica | 1.ª           | 2008/09       | 34  | 3  | 1  | 0 | 9  | 1  | 44  | 4  |
| Standard de Lieja · Bélgica | Total club    | Total club    | 82  | 6  | 1  | 0 | 15 | 1  | 98  | 7  |
| AC Milan · Italia | 1.ª           | 2009/10       | 0   | 0  | 0  | 0 | 1  | 0  | 1   | 0  |
| AC Milan · Italia | 1.ª           | 2010/11       | 0   | 0  | 0  | 0 | 0  | 0  | 0   | 0  |
| AC Milan · Italia | Total club    | Total club    | 0   | 0  | 0  | 0 | 1  | 0  | 1   | 0  |
| Twente · (a préstamo) · Países Bajos | 1.ª           | 2010/11       | 8   | 0  | 1  | 0 | 5  | 0  | 14  | 0  |
| Twente · (a préstamo) · Países Bajos | Total club    | Total club    | 8   | 0  | 1  | 0 | 5  | 0  | 14  | 0  |
| Sporting CP Portugal | 1.ª           | 2011/12       | 17  | 4  | 9  | 1 | 5  | 0  | 31  | 5  |
| Sporting CP Portugal | Total club    | Total club    | 17  | 4  | 9  | 1 | 5  | 0  | 31  | 5  |
| Málaga · (a préstamo) · España | 1.ª           | 2012/13       | 2   | 0  | 4  | 2 | 3  | 0  | 9   | 2  |
| Málaga · (a préstamo) · España | Total club    | Total club    | 2   | 0  | 4  | 2 | 3  | 0  | 9   | 2  |
| Queens Park Rangers Inglaterra | 2.ª           | 2013/14       | 0   | 0  | 0  | 0 | -  | -  | 0   | 0  |
| Queens Park Rangers Inglaterra | Total club    | Total club    | 0   | 0  | 0  | 0 | 0  | 0  | 0   | 0  |
| Sheffield Wednesday Inglaterra | 2.ª           | 2013/14       | 18  | 0  | 1  | 1 | -  | -  | 19  | 1  |
| Sheffield Wednesday Inglaterra | Total club    | Total club    | 18  | 0  | 1  | 1 | 0  | 0  | 19  | 1  |
| Charlton Athletic Inglaterra | 2.ª           | 2014/15       | 3   | 0  | 0  | 0 | -  | -  | 3   | 0  |
| Charlton Athletic Inglaterra | Total club    | Total club    | 3   | 0  | 0  | 0 | 0  | 0  | 3   | 0  |
| Total carrera | Total carrera | Total carrera | 224 | 16 | 16 | 3 | 35 | 2  | 275 | 21 |
| (1)Incluye datos de la Copa de Bélgica (2008/2009); la Copa de los Países Bajos (2010/11), la Copa de Portugal (2011/12); la Copa de la Liga de Portugal (2011/12); la Copa del Rey (2012/13); la FA Cup (2013/14) (2)Incluye datos de la Liga de Campeones de la UEFA (2009); la UEFA Europa League (2009, 2012/13) |               |               |     |    |    |   |    |    |     |    |

## Palmarés
| Standard Liège - Primera División de Bélgica Campeón: 2007–08, 2008–09 - Supercopa de Bélgica Campeón: 2008 Twente - Copa KNVB Campeón: 2011 - Copa de Oro de la CONCACAF Campeón: 2005, 2007 | - NCAA All-American: Segundo equipo del NSCAA: 2001 - Primera División de Bélgica XI Mejores: 2004–05, 2007–08 Mejor Jugador Extranjero: 2004–05 - Futbolista estadounidense del año: 2006 |